# دشمنان کشور (فیلم ۱۹۸۹)
دشمنان کشور  (به هندی: Desh Ke Dushman) فیلمی هندی محصول سال ۱۹۸۹ و به کارگردانی سواروپ کومار است. در این فیلم بازیگرانی همچون راج کومار، هما مالینی، آدیتای پانچولی و مانداکینی ایفای نقش کرده‌اند.